# 29e division de fusiliers (3e formation)
Pour les articles homonymes, voir 29e division.
La 29e division de fusiliers (en russe : 29-я стрелковая дивизия), est une grande unité d'infanterie de l'Armée rouge pendant la Seconde Guerre mondiale. Devenue une brigade après-guerre, elle est transformée en 63e division mécanisée en 1953, puis en 110e division de fusiliers motorisés en 1957 puis finalement en 29e division de fusiliers motorisés en 1964, jusqu'à sa dissolution en 1994.

## Historique

### Seconde Guerre mondiale
Elle est créée dans le district militaire de Moscou en avril 1943, à partir de la 10e brigade de fusiliers (2e formation) et de la 68e brigade de fusiliers. 
Après sa formation, elle est constituée des unités suivantes : 
- 106e régiment de fusiliers,
- 128e régiment de fusiliers,
- 299e régiment de fusiliers,
- 77e régiment d'artillerie.

Affectée dès avril à la 47e armée du front de la steppe, elle est engagée au combat à partir du 9 juillet 1943.
Elle est décorée de l'ordre de Souvorov, 2e classe, le 10 juillet 1944. Le 23 juillet 1944, la division reçoit le titre honorifique Полоцкая (Polotskaïa), en honneur de son action lors de la libération de Polotsk.

### Après-guerre
À l'été 1945, le 123e corps de fusiliers s'installe dans le district militaire de la Volga et la 29e division prend garnison à Chikhany. Elle est transformée en 10e brigade de fusiliers en 1946.
Le 18 septembre 1953, la brigade est transformée en 63e division mécanisée.
Elle est dissoute en 1994.